# María José Bueno Márquez
María José Bueno Márquez, més coneguda com a Pepa Bueno (Badajoz, 29 de gener de 1964) és una periodista espanyola, vinculada a la Cadena SER. i al grup PRISA. El 27 de juliol de 2021 va ser proposada com a directora del diari El País, càrrec que ostentà fins al 6 de juny de 2025.

## Biografia
Comença la seva carrera professional en els serveis informatius de Ràdio Nacional d'Espanya-Extremadura, d'on passa, com a cap d'informatius, a RNE-Aragó, al mateix temps que col·labora amb el periòdic Diario 16.
Després de passar per la prefectura d'informatius a Madrid de l'emissora de ràdio pública, el 1991 s'incorpora a Televisió Espanyola i, concretament, al seu Centre Territorial a Andalusia, on presenta i dirigeix l'informatiu regional. Més tard fa el propi al Centre Territorial de Madrid. Al setembre de 1996 assumeix la subdirecció i copresentació, al costat de Jose Toledo, del programa d'actualitat Gente. Durant gairebé vuit anys apareix diàriament en la pantalla petita, donant notícia de la crònica de successos.
Després del nomenament de Fran Llorente com a director dels serveis informatius de TVE, és seleccionada per substituir Luis Mariñas al programa diari d'entrevistes i actualitat política Los desayunos de TVE, labor que desempeñó entre 2004 i 2009. Entre març i juny de 2008 també va conduir el magazine matinal Esta mañana en la mateixa cadena.
Ocasionalment escriu articles d'opinió a El Periódico de Catalunya. També col·labora activament amb l'Asociación Escuela para Todas, una organització sense ànim de lucre amb el principal objectiu d'escolaritzar nenes a Cambodja. Pepa Bueno és ambaixadora d'Escuela para Todas de Marie Claire.
En setembre de 2009 s'encarregà de l'edició i presentació de la Segona Edició del Telediario en TVE, en substitució de Lorenzo Milá, i se n'encarregarà fins al 2012. El 2012 s'incorpora a la Cadena SER per presentar, junt amb Gemma Nierga, el programa líder de la ràdio espanyola Hoy por hoy de la Cadena SER.
A l'octubre de 2014 s'incorporà a l'equip d'Un tiempo nuevo a Telecinco com a col·laboradora, fins a gener de 2015. En febrer de 2015 s'anuncia que serà l'encarregada de substituir Risto Mejide al capdavant de Viajando con Chester a Cuatro.
El 2019 passa a ocupar-se del programa Hora 25, també dins de la Cadena SER. I el 27 de juliol de 2021 el Consell d'Administració del diari El País inicia el procés per nomenar-la directora del diari en substitució de Javier Moreno. El 6 de juny de 2025 va ser substituïda en el càrrec per Jan Martínez Ahrens.

## Premis i nominacions
- Micrófono de oro

- Medalla d'Extremadura (2009)[10]
- El 1996 el Club de Opinión La Sabina de Saragossa li concedí La Sabina de Plata.[11]
- el 2008 va rebre l'Antena de Oro, que atorga la Federació d'Associacions de Ràdio i Televisió d'Espanya, pel seu programa Los desayunos de TVE.[12]
- El 2010 li fou concedit el Premi de Periodisme Francisco Cerecedo, de l'Associació de Periodistes Europeus.[13]
- El 2014 va ser guardonada per la seva trajectòria professional al món de la comunicació espanyola amb el premi Ramón Rubial.[14]
- El 2015 va obtenir el Premi Bones Pràctiques de Comunicació no Sexista de l'Associació de Dones Periodistes de Catalunya, per fer visible les dones i les seves actuacions en un programa de ràdio generalista d'una cadena privada.[15]